# Business as Usual (album de Men at Work)
Pour les articles homonymes, voir Business as Usual.
Albums de Men at Work
Cargo
(1983)
Business as Usual est le premier album du groupe de rock australien Men at Work, il est sorti le 9 novembre 1981.
L'album a été classé premier au Billboard en 1982.

## Titres
1. Who Can It Be Now? (Hay) – 3:25
2. I Can See It in Your Eyes (Hay) – 3:32
3. Down Under (Hay, Strykert) – 3:45
4. Underground (Hay) – 3:07
5. Helpless Automaton (Ham) – 3:23
6. People Just Love to Play With Words (Strykert) – 3:33
7. Be Good Johnny (Ham, Hay) – 3:39
8. Touching the Untouchables (Hay, Strykert) – 3:41
9. Catch a Star (Hay) – 3:31
10. Down by the Sea (Hay, Strykert, Ham, Speiser) – 6:53

Bonus de la réédition CD de 2003

1. Crazy (face B du single Down Under) (Strykert) – 2:37
2. Underground (live) – 3:42
3. Who Can It Be Now? (live) – 4:06
4. F-19 (face B du single australien Be Good Johnny) (Hay, Speiser) – 3:52

## Musiciens
- Greg Ham : flûte, claviers, saxophone, voix, chant sur plage 5
- Colin Hay : guitare, chant
- Johnathan Rees - basse, voix
- Jerry Speiser : batterie, voix
- Ron Strykert :  guitare, voix, chant sur plage 11